# Acacia jibberdingensis
Acacia jibberdingensis är en ärtväxtart som beskrevs av Joseph Henry Maiden och Blakeley. Acacia jibberdingensis ingår i släktet akacior, och familjen ärtväxter. Inga underarter finns listade i Catalogue of Life.